# Michał Jaros
Michał Jaros (ur. 26 stycznia 1981 w Aleksandrowie Kujawskim) – polski polityk i samorządowiec, poseł na Sejm VI, VII, VIII, IX i X kadencji (od 2007), sekretarz stanu w Ministerstwie Rozwoju i Technologii (od 2024).

## Życiorys
W 2003 pełnił funkcję przewodniczącego Niezależnego Zrzeszenia Studentów. W latach 2004–2005 był przewodniczącym samorządu studenckiego na Akademii Ekonomicznej we Wrocławiu. W 2006 ukończył studia z zakresu zarządzania i inżynierii produkcji na Wydziale Inżynieryjno-Ekonomicznym Akademii Ekonomicznej we Wrocławiu. Prowadził własną działalność gospodarczą.
Został członkiem honorowym Towarzystwa Miłośników Kultury Kresowej, członkiem rady społecznej Samodzielnego Publicznego Szpitala Klinicznego nr 1 we Wrocławiu, a także członkiem Międzyzakładowego Klubu Honorowych Dawców Krwi PCK przy PKP Wrocław Główny i prezesem zarządu Fundacji Młoda Gwardia zajmującej się szkoleniem młodych siatkarek.
W 2005 wstąpił do Platformy Obywatelskiej. W tym samym roku bezskutecznie kandydował do Sejmu. W latach 2006–2007 pełnił funkcję radnego wrocławskiej rady miejskiej. W wyborach parlamentarnych w 2007 uzyskał mandat poselski. Kandydując w okręgu wrocławskim, otrzymał 4740 głosów. Był też pełnomocnikiem wojewody dolnośląskiego ds. Euro 2012. W wyborach w 2011 uzyskał 9635 głosów i ponownie wszedł do Sejmu. W Sejmie VII kadencji został m.in. przewodniczącym Parlamentarnego Zespołu ds. Wolnego Rynku oraz Parlamentarnego Zespołu do spraw Kresów, Kresowian i Dziedzictwa Ziem Wschodnich i wiceprzewodniczącym Polsko-Gruzińskiej Grupy Parlamentarnej. 30 października 2013 został zawieszony na 3 miesiące w prawach członka PO.
W 2014 przewodniczył kolejno regionalnym kampaniom wyborczym do Parlamentu Europejskiego oraz przed wyborami samorządowymi. W grudniu tegoż roku został sekretarzem Platformy Obywatelskiej w regionie dolnośląskim. W wyborach w 2015 z powodzeniem ubiegał się o poselską reelekcję, otrzymując 12 233 głosy. 20 marca 2016 został przewodniczącym wrocławskich struktur PO, którym był przez dwa dni. 13 czerwca tego samego roku wystąpił z partii, przechodząc do klubu poselskiego Nowoczesnej. W styczniu 2017 został przyjęty do tej partii. W tym samym roku zasiadł w jej radzie krajowej. W 2018 kierował kampanią samorządową Koalicji Obywatelskiej we Wrocławiu. 5 grudnia 2018 opuścił dotychczasowy klub i partię, przechodząc do klubu PO-Koalicja Obywatelska. Powrócił potem także do PO. W 2019 był szefem sztabu Koalicji Europejskiej w wyborach do Parlamentu Europejskiego w okręgu wyborczym nr 12. W lipcu 2019 został szefem regionalnego sztabu wyborczego Koalicji Obywatelskiej w kampanii wyborczej do polskiego parlamentu.
W wyborach w tym samym roku kolejny raz uzyskał mandat poselski, otrzymując z ramienia KO 30 196 głosów. W Sejmie IX kadencji był inicjatorem powołania Parlamentarnego Zespołu ds. Związków Metropolitalnych, objął funkcję jego przewodniczącego. W październiku 2019 ponownie został sekretarzem PO w województwie dolnośląskim. W październiku 2021 wybrany na przewodniczącego regionalnych struktur partii. W wyborach w 2023 z powodzeniem ubiegał się o poselską reelekcję (z wynikiem 30 512 głosów). W maju 2024 ubiegał się o urząd marszałka województwa dolnośląskiego, jednak jego kandydatura nie uzyskała większości w sejmiku.
W październiku 2024 został powołany na stanowisko sekretarza stanu w Ministerstwie Rozwoju i Technologii.

## Wyniki wyborcze
| Wybory | Komitet wyborczy       | Komitet wyborczy      | Organ           | Okręg            | Wynik          |
| ------ | ---------------------- | --------------------- | --------------- | ---------------- | -------------- |
| 2005   |                        | Platforma Obywatelska | Sejm V kadencji | nr 3             | 1125 (0,89%)   |
| 2006   | Rada Miejska Wrocławia | Platforma Obywatelska | nr 3            | 1013 (3,04%)     |                |
| 2007   | Sejm VI kadencji       | Platforma Obywatelska | nr 3            | 4740 (0,85%)     |                |
| 2011   | Sejm VII kadencji      | Platforma Obywatelska | nr 3            | 9635 (1,94%)     |                |
| 2015   | Sejm VIII kadencji     | Platforma Obywatelska | nr 3            | 12 235 (2,34%)   |                |
| 2019   |                        | Koalicja Obywatelska  | nr 3            | Sejm IX kadencji | 30 196 (4,61%) |
| 2023   | Sejm X kadencji        | Koalicja Obywatelska  | nr 3            | 30 512 (3,93%)   |                |

## Odznaczenia
Odznaczony gruzińskim Orderem Honoru (2011).

## Życie prywatne
Jest żonaty, ma dwóch synów: Ignacego i Ksawerego.